# Emanuele Ferraro (calciatore)
Emanuele Ferraro (Santa Teresa di Riva, 8 settembre 1978) è un allenatore di calcio ed ex calciatore italiano, di ruolo attaccante, tecnico dell’Athletic Club Palermo.

## Biografia
Originario del piccolo paese di Casalvecchio Siculo, è nato e cresciuto nella vicina cittadina di Santa Teresa di Riva.

## Carriera

### Giocatore
Dopo gli esordi nella Primavera del Brescia, si trasferisce per una stagione all'Ospitaletto in Serie D, prima di traslocare in Germania. Nella stagione 1999-2000 disputa 2 incontri in Bundesliga con l'Amburgo, prima di scendere in terza divisione con il Magdeburgo.
Rientrato in Italia, milita nel Gubbio nella Serie C2 2000-2001. A fine stagione scende in Serie D vestendo le maglie di Grosseto e Corigliano. Con la formazione calabrese mette a segno 18 reti nella Serie D 2002-2003, attirando l'attenzione dell'Ascoli, che lo ingaggia per il campionato di Serie B. Nel gennaio 2004, dopo aver totalizzato 6 presenze nel campionato cadetto, viene ceduto in prestito in Serie C2 alla Vis Pesaro, con cui ottiene la salvezza ai playout. Rientrato ad Ascoli, viene ceduto in comproprietà all'Ancona, ancora in Serie C2: mette a segno 14 reti e contribuisce alla salvezza dei dorici. A fine stagione viene riscattato dall'Ascoli, che lo gira a titolo definitivo alla Salernitana. Con i campani disputa quattro stagioni (tre di Serie C1 e una di Serie B), intervallate da un'annata in prestito al Piacenza, in Serie B.
Nel gennaio 2009 la Salernitana lo cede al Taranto, in Prima Divisione, dove rimane fino al gennaio successivo quando viene ceduto alla Paganese, sempre in Prima Divisione. Con la formazione campana retrocede in Seconda Divisione al termine del campionato 2010/11. Nell'agosto 2011 si accasa al Messina, squadra della sua città. Già a dicembre, tuttavia, si svincola e si accasa all'Ancona. Con i marchigiani approda ai play-off, persi contro la Sambenedettese.

### Allenatore
Assume nel settembre 2012 la guida dei giovanissimi regionali della Salernitana, prima di essere promosso, dopo quattro vittorie e due sconfitte, come allenatore della squadra Berretti della formazione campana in luogo di Giuseppe Avella.
Per la stagione 2013-2014 viene ingaggiato dalla Gelbison Cilento Vallo, da cui viene esonerato nel mese di ottobre. Nell'estate 2015 torna alla Salernitana, alla guida della formazione Juniores. La stagione successiva diventa tecnico degli under-16 del club campano.
Il 27 luglio 2019 viene nominato nuovo tecnico della Primavera del Cosenza.
Il 12 ottobre 2021 subentra a Carmelo Mancuso sulla panchina del FC Messina, club militante nel Girone I della Serie D. A dicembre, dopo l'esclusione dei giallorossi dal campionato, torna svincolato e libero di accasarsi con una nuova società. 
Il 2 gennaio 2022 torna in panchina: assume infatti la guida del Biancavilla, sempre nel Girone I della Serie D.  Il 18 marzo seguente, con la squadra ultima in classifica, la dirigenza gialloblù comunica di aver risolto in modo consensuale il rapporto lavorativo con il tecnico.
Per la stagione 2022-2023 gli viene affidata la guida dello Jonica, in Eccellenza.
Nell'estate 2023 diviene il vice allenatore del Messina, in Serie C.
Nel gennaio 2025 assume l'incarico di allenatore del Città di Sant' Agata, club di Serie D.
A giugno 2025 viene assunto come allenatore dall’Athletic Club Palermo, neopromosso in serie D.

## Palmarès

### Giocatore

#### Competizioni nazionali
- Serie C1: 1

Salernitana: 2007-2008